# Bidens mauiensis
Espèce
Classification phylogénétique
Bidens mauiensis est une espèce de plante à fleurs de la famille des Asteraceae.